# ムムー

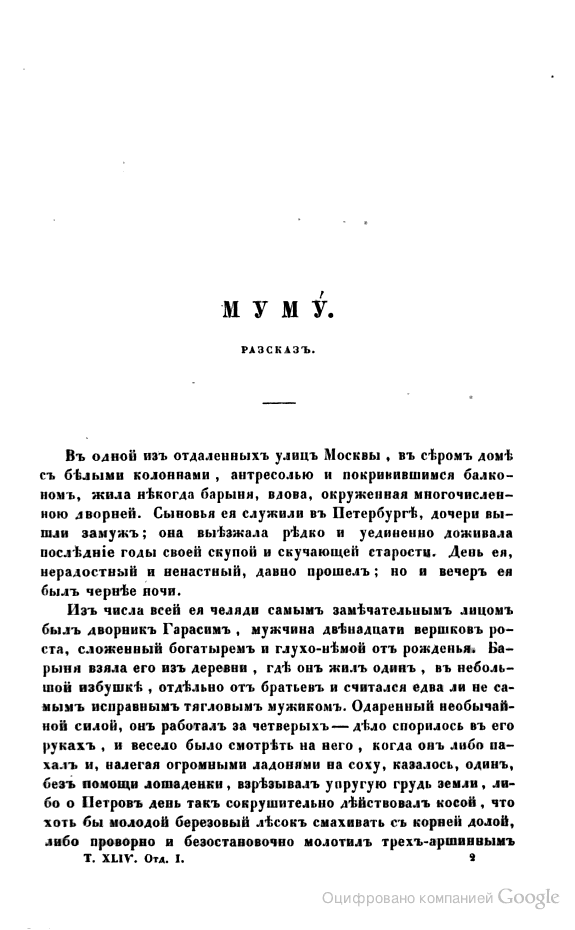
1854年の初版

「ムムー」（ロシア語: :Муму）は、ロシアの小説家イワン・ツルゲーネフが1854年に執筆した短編小説。
耳が不自由で声も出さない農奴のゲラーシムが、助け出した犬のムムーと関わることで救済がもたらされる物語である。この作品でロシア社会における農奴制の苛烈な描写を通してその残虐性で国内から注目を集め、称賛を受けることになった。

## 背景
「ムムー」が刊行された1854年、ツルゲーネフは知人のニコライ・ゴーゴリの追悼記事を執筆した。よい家族に恵まれたことで、ツルゲーネフはよく読まれ、長い時間を西欧で過ごした（彼はドイツ語・フランス語そして英語に堪能だった）。ツルゲーネフの主な関心と作品の主な題材はロシアであり、ロシア語でしか執筆しなかった。ロシアを改革して西欧との違いを明確化する指向を持っていたが、スラブ崇拝者ではなく、西欧に対する支持を明言した。ツルゲーネフの執筆や議論における最大の関心は農奴制であった。「ムム－」がこれほどに農奴制に対して間接的だが強い批判をおこなった理由の一つは、ある人々が他に対して絶対的権力を持つ恐怖がそこに示されていることにあった。この作品とゴーゴリに対する追悼文によって、ツルゲーネフは財産を没収された。
ツルゲーネフはインテリの一端ではあったが、左右両陣営から批判を受け、より革命的なインテリからはツルゲーネフの見解にはラディカルさが不十分とされた。そのかわり、一貫してリベラルでロマンチックな理念の持ち主と見られた。しかし、ツルゲーネフは、農奴を代弁して農奴制に反対し、農奴を複雑な感情を持った生き物である人間として扱った、数少ない作家の一人だった。一度は農奴を守るために武器を取って遠方にも赴いた。これは処女作の『猟人日記』に反映され、母親の農奴に対する扱いへの非難と小作農への同情的な描写の両方の始まりとなった。

このように「ムムー」はロシアの小作農の立場と農奴制に対する強い探求である。主人公のゲラーシムは、ロシアの小作農を代表するとみなされる。すなわち、強いながら従順かつ物言わぬが、抵抗はする。ゲラーシムの仕事と立場は小作農に直接つながっており、ロシア民間伝承の英雄としての横顔を含んでいる。 ボガトィーリのように小作農と過去のロシアの英雄との結びつきを想起させる言葉を用いて、民間伝承の英雄のテーマを呼び起こしている。

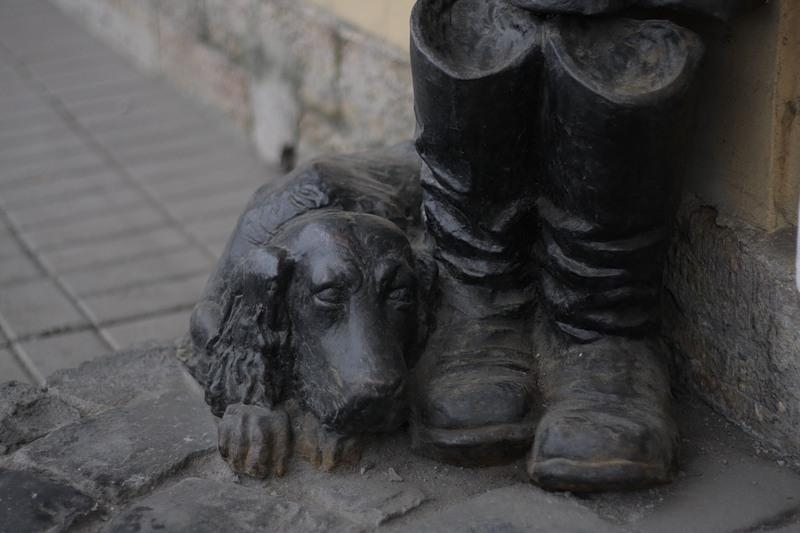
サンクトペテルブルクのカフェの前にあるムムーの像

## あらすじ
物語はモスクワの名前の不明な年老いた未亡人の家から始まる。いやらしさと意地の悪さから、彼女は存命のどの友人や親族からも捨てられていた。そのあと、田舎出身のポーターであるゲラーシムに焦点が当てられる。生まれつき耳が不自由で話せず、家の他の使用人とは身振りを使ってコミュニケーションを取る。ゲラーシムは超人的な強さを持ち、出身地では野良仕事で有名だった。村を出て最終的に都会で暮らすことになり、その存在は他の使用人に怖れを抱かせ、少なくとも彼らと心からの間柄となってそこにとどまることができた。
この間、ゲラーシムは洗濯女のタチヤーナに夢中になる。ジンジャーブレッドチキンを含む贈り物を渡して、独特の意味不明な音を立てて微笑みながら、タチヤーナの後を追った。ゲラーシムはタチヤーナを守ろうとする好意を示し、タチヤーナにひどく小言をいう使用人を脅かした。靴職人のカプトン・キルモフはタチヤーナに「注意しすぎる」ことで、やはりゲラーシムから脅された。
飲んだくれで、その悪癖から不当に非難されていると感じているカプトンは、女主人から婿にやる対象に選ばれる。筆頭執事のガヴリーラと話し合った女主人は、カプトンがタチヤーナと結婚することを決める。ガヴリーラはゲラーシムの好意に気づいていたが、主人に反対することはできず、この決定をカプトンに伝えると怖れから反抗するが最終的に同意する。そのあとガヴリーラはタチヤーナにも知らせ、同意はしたものの同じ心配を繰り返した。ガヴリーラはゲラーシムの飲んだくれに対する嫌悪に気づいて一計を案じ、タチヤーナに彼の目の前で酔ったふりをさせる。計略は成功し、タチヤーナはカプトンと結婚した。しかし、カプトンの飲酒はひどくなるばかりで、夫婦は1年後に小さな村に追い払われた。二人が旅立つとき、ゲラーシムは後を追ってタチヤーナに赤いハンカチを手渡すと彼女は泣き出した。
タチヤーナを見送りに歩いているとき、ゲラーシムは川で溺れている犬に出会う。ゲラーシムは犬を助け、ムムーと名付けて元気になるまで面倒を見た。ゲラーシムはムムーを心から愛し、ムムーもゲラーシムの日々の活動について回った。1年後、女主人は庭でムムーを見て、自分の元に連れてこさせる。ムムーは女主人にほとんど反応を示さず、歯をむいて吠えた。次の日、ガヴリーラは女主人の気に障る吠え声を直すように命じられる。ガヴリーラは召使いのステパンに、ゲラーシムにわからないようムムーを待ち伏せさせ、市場で売らせた。
ゲラーシムは取り乱して丸一日ムムーを探し、ムムーは戻ってくる。ムムーの失踪が女主人の命令だとゲラーシムは気づき、部屋に愛犬を隠した。しかしムムーの吠え声はまだ聞こえ、庭に連れてこられたときに、女主人にその存在を気づかれた。召使いがムムーを奪いに来ると知ったゲラーシムは自分の部屋に犬を連れて立てこもったが、その後ガブリーラが状況を身振りで説明して、ゲラーシムはムムーを治すと約束する。
ゲラーシムは、ムムーを見つけた川に行く前に、最後の楽しみとしてムムーを料理店に連れて行き、それから手こぎボートを無断で奪い、救出を逆転させる形で溺れさせた。別の使用人のエローシカがゲラーシムの後を付け、エローシカは戻ってほかの人々に報告した。しかし、ゲラーシムは夜まで戻らず、自分のものをまとめて徒歩で故郷の村へと去った。女主人は最初は怒ったが、ゲラーシムを探さないことを決め、まもなく死去した。物語はゲラーシムが自分の野良に戻って収穫を手伝う場面で幕を閉じる。

## 登場人物
女主人
舞台となる家の女性。老いて孤独で辛辣な未亡人で、あらゆることで古くからのしきたりに固執する。農奴の運命を残酷に左右する。物語ではゲラーシムとは対照的で、愛されないことにより、より残酷になり孤立していく。モデルはツルゲーネフの母、バーバラ・ペトロヴナ・ツルゲーネワ。
ゲラーシム
本作の主人公で、家に勤めるポーター。目立った大きさと強さを持つが、生まれつき耳が不自由である。ゲラーシムは、怖くかつ愛すべき（すなわち強くて同情心を持った）伝統的なロシア人として描かれる。小作農のシンボルであり、人物としてもよく適合している。
ムムー
ゲラーシムが助け出して育て、懐いた犬。タチヤーナと同様に親はいないが、ゲラーシムを恐れず、むしろ普通ではない愛情を抱いている。ゲラーシムは、吠え声と拒絶に怒った女主人からムムーを川で溺れされることを余儀なくされる。
タチヤーナ
家付きの洗濯女。人との付き合いがほとんどなく、多くの苦しみを抱えた、おとなしくて臆病な女性として描かれている。ゲラーシムと同じく、孤児として生まれてひとりぼっちである。ゲラーシムから欲求の対象となり、恐怖からそれに応じる。最終的に、女主人によってカピトンと結婚させられる。
カピトン・クリーモフ
家に住みついている靴職人で飲んだくれている。自分を憐れむことにとらわれており、女主人によって愛していないタチヤーナと結婚させられる。
ヴォルチョーク
年老いた番犬で地面に鎖につながれて坐っている。ムムーと違って自由になろうとせず、非難されたこともない。抑圧された小作農を表しているとみなされる。
ガヴリーラ・アンドレーイチ
筆頭執事で女主人の命令に従うが、彼女から盗みも働いている。
リューボフイ・リュビーモヴナ
メイドで女主人の世話をしており、年取った仲間であるガヴリーラの盗みを手伝っている。

## モデル
犬にまつわる物語はモスクワのツルゲーネフの家で実際に起きた。女主人はツルゲーネフの母のバーバラ・ペトロヴナ・ツルゲーネワで、ほとんど話さない使用人はアンドレイだった。ゲラーシムと異なり、アンドレイは主人の下に居続けた。
バーバラ・ツィトーヴァ（バーバラ・ツルゲーネワの養女もしくは実の娘）は、バーバラ・ツルゲーネワが、お気に入りの二人の使用人、アガーフャ・セミョーノワとアンドレイ・ポリャコフの結婚の世話をしたと述べている。この結婚はうまくいったが、バーバラ・ツルゲーネワが赤ん坊を遠ざけることを命じたので、ひそかに家の中に閉じ込め、ある日にはその存在に気づかれないよう二人のどちらかが子どもの口をふさがなくてはならなかった。

## テーマと解釈
幸運と偶然
幸運と偶然はツルゲーネフの短編を通じて見られるテーマで、「ムムー」も例外ではない。物語で起きる事件は偶然の上に成り立っている。たとえば、ゲラーシムがムムーを最愛の相手として見つけるのは、タチヤーナが夫とともに出発したまさにそのときである。ムムーはやがて運命の犠牲となる。女主人の気まぐれな蛮行がその運命の原因である 。ツルゲーネフのこの仕掛けについて、何人かの批評家（ブリッグスが特に顕著である）は、不器用で「実にひどい」とすら呼ぶものの、本作においては他の作品ほど目立ってはいない。
愛と孤立
本作において広く論じられるテーマは、多くの登場人物の決定を左右する、愛情や孤立感の存在及び欠如である。
本作においては、愛情のない人間関係や事例が多く見られる。カピトンはタチヤーナを愛しておらず、女主人は家族がなく、本当に全編を通じて家族についての言及もない。作品の初めの方では、愛情の欠如は超えがたい障壁のようである。ゲラーシムがタチヤーナに恋を抱く中で、このギャップを埋めたり感情を表そうとしても、喋れないために克服できない。これは、しかしゲラーシムがムムーを見つけることで変化する。ムムーは最大限に純粋な愛情を示す。ゲラーシムが喋れないことは感情を表現する能力の妨げとならず、ムムーは疑いなくゲラーシムに捧げられた。
ゲラーシムのこれらの異なる愛は、物語を結びつける。タチヤーナの旅立ちとムムーとの出会い、最後にはムムーの死である。ゲラーシムがムムーを溺れさせる場面は結婚式を思わせ、悲恋というテーマを描き出している。この愛は一つには、ゲラーシムにとって代わりに見つけて愛し続けるものがないという点で、とても悲劇的である。
ゲラーシムは話さないために孤立しており、女主人は家から出て行くことを強いる。このように孤立させられて、ゲラーシムは愛を諦めることを余儀なくされる。ゲラーシムは愛を拒絶し続け、最後は一人のままで物語を終える。
発話障害
ゲラーシムを耳が聞こえず話すこともできない姿に描いた点について、ツルゲーネフがどのように偉大な観察者の役割を与えたのか、学者は議論している。ゲラーシムが感覚にハンディキャップを持つことで、作者は正確にゲラーシムの意識を代弁したり、考えや感情を推論することができない。物語の最初の場面では、ゲラーシムがほかの仲間と十分な意思疎通できないことで、ゲラーシムは孤立させられ、誤解を受けている。
学者は、ゲラーシムが犬をムムーと名付けることで、最後には言葉を得たのではないかと示唆している。彼がひとたび発した意味のないうめき声は意味ある言葉となり、他者と共有することができる。しかし、この言葉は長くは続かず、ゲラーシムはまもなく犬を死なすように命じられる。ムムーの死によって、ゲラーシムは持つことができた唯一の言葉もまた失った。
ラストでの反抗
評論家の意見は、ゲラーシムが最後に見せた二つの行動をめぐって割れている。何人かの評論家は、ムムーの殺害は「奴隷化された英雄の最後の示威」であると見なし、故郷への帰還は敗北だとしている。ゲラーシムが運命を諦めた奴隷なのか、それとも解放された反抗者なのかという議論は今なお存在する。一部の学者は、犬を殺すことは最終的な屈服である一方で、ムムーを殺した後に初めてゲラーシムが強さが自由になる方法だと気づくのだと考えている。
ゲラーシムは脱走する前に自分の品をまとめに帰宅しなければならなかったので、ムムーを殺す前に逃走を考えていなかったことをテキストは裏付けている。さらに、ツルゲーネフが動物のシンボリズムを使っていることによっても、最後の解放という考え方は支持される。ゲラーシムが女主人の領地に最初に連れてこられたとき、強いが飼い慣らされた動物である雄牛に譬えられている。対照的に、物語の最後ではゲラーシムは荒々しくて支配を受けない生き物であるライオンと比較されている。

## 派生作品
影響力の強い作品として、ソ連時代には学校での教材とされ、多くの派生作品がある。出版以来、映画や他のメディアの作品が作られ、ロシア語圏の多くの子どもに多大な影響を与えた。
- 実写映画（1959年、ロシア語）
- テレビ用アニメ映画（1987年、ロシア語）
- 実写映画（1998年、ロシア語）

本作に由来する歌も「なぜゲラーシムはムムーを溺れさせたの？」など数多く作られた。
ムムーの像もロシアには存在し、カフェ・ムムーに隣接するツルゲーネフ広場のものが特に有名である（本ページ上部の写真）。

## 日本語訳
- 中村融訳「ムムー」『ロシヤ短編集』河出書房《市民文庫》、1953年
- 矢沢英一訳「ムムー」『犬物語』白水社、1992年